# Nigramma rufina
Nigramma rufina är en fjärilsart som beskrevs av George Francis Hampson 1891. Nigramma rufina ingår i släktet Nigramma och familjen nattflyn. Inga underarter finns listade i Catalogue of Life.